# Josy Klick
 Josy Klick (Josephine Klick - Allein unter Cops) è una serie televisiva tedesca del 2014 trasmessa dal 1º maggio 2014 al 29 settembre 2015 sul canale Sat.1.
In Italia, la serie è andata in onda sul canale Giallo dal 16 gennaio al 20 febbraio 2017.

## Trama
Il commissario Josephine Klick si trasferisce dal suo villaggio natale vicino a Bielefeld a Berlino. I suoi due colleghi Fritz Munro e Alexander Mahler non sono felici di avere un nuovo collega nella loro squadra e non sono neanche contenti dell'atteggiamento della nuova arrivata. Ma la fiducia che ha Josephine nei loro confronti non può essere ignorata, però al termine dei casi, a causa del loro istinto, la loro tenacia e il loro spirito rapido, i loro umori si dissolvono.

## Personaggi e interpreti
- Josephine Klick (stagione 1-2), interpretata da Diana Amft
Commissario
- Fritz Munro (stagione 1-2), interpretato da Matthi Faust
Commissario
- Alexander Mahler (stagione 1-2), interpretato da Alexander Khuon
Commissario
- Patrick (stagione 2), interpretato da Joachim Foerster
Detective
- Karin Lamgkamp (stagione 1-2), interpretata da Stefanie Höner
Segretaria e assistente della polizia
- Karl Amann (stagione 1-2), interpretato da Martin Umbach
Chef
- Dottoressa Tereza Srna (stagione 1-2), interpretata da Adriana Altaras
Patologa
- Ewald Persike (stagione 1-2), interpretato da David Schütter
Detective

## Episodi
| Stagione         | Episodi | Prima TV Germania | Prima TV Italia |
| ---------------- | ------- | ----------------- | --------------- |
| Prima stagione   | 6       | 2014              | 2017            |
| Seconda stagione | 6       | 2015              | 2017            |